# Familienstand
Der Familienstand gehört neben dem Namen, dem Geburtsort und -datum oder der Anzahl der Kinder zu den Personenstandsdaten einer Person und gibt an, ob diese ledig, verheiratet, geschieden oder verwitwet ist oder eine entsprechende Rechtsstellung bezüglich einer Lebenspartnerschaft besteht.

## Erfassung in Deutschland

### Standesämter
In Deutschland wird der Familienstand außer bei Ledigen in das Personenstandsregister (Ehe- bzw. Lebenspartnerschaftsregister) eingetragen (§§ 15 bis 17 PStG) und beurkundet.

### Meldeämter
Der Familienstand wird im Melderegister gespeichert (§ 3 Abs. 1 Nr. 14 BMG) und darf zwischen den Meldebehörden (§ 33 BMG) sowie an andere öffentliche Stellen übermittelt werden (§ 34 Abs. 1 Nr. 12 BMG). Die Koordinierungsstelle für IT-Standards (KoSIT) gibt dafür einen einheitlichen Datensatz für das Meldewesen heraus. Rechtsgrundlage sind die Erste und Zweite Bundesmeldedatenübermittlungsverordnung (1. und 2. BMeldDÜV).
Der Familienstand gehört zu den Daten, die die Meldebehörden z. B. an das Bundeszentralamt für Steuern übermitteln. Dieses speichert zum Zweck der Bereitstellung automatisiert abrufbarer Lohnsteuerabzugsmerkmale für den Arbeitgeber auch den melderechtlichen Familienstand (§ 1 Abs. 1 Nr. 1, § 9 Abs. 2 Nr. 3 der 2. BMeldDÜV, § 39e Abs. 2 Satz 1 Nr. 2 EStG).
Der personenstandsrechtliche Familienstand wird dabei wie folgt kodiert:
- LD (ledig)
- VH (verheiratet)
- VW (verwitwet)
- GS (geschieden)
- EA (Ehe aufgehoben)
- LP (in eingetragener Lebenspartnerschaft)
- LV (durch Tod aufgelöste Lebenspartnerschaft)
- LA (aufgehobene Lebenspartnerschaft)
- LE (durch Todeserklärung aufgelöste Lebenspartnerschaft)
- NB (nicht bekannt)

Nicht jeder Familienstand ist für jede Fallprüfung relevant: So haben Witwen und Witwer dieselbe Lohnsteuerklasse wie Ledige (Ausnahme: Witwensplitting im ersten Jahr nach dem Tod des Ehegatten).

### Statistik
Der Familienstand gehört auch zu den Erhebungsmerkmalen, die bei einem Mikrozensus erfragt werden (§ 4 Abs. 1 Nr. 1 Mikrozensusgesetz 2005).
In der Statistik wird außer dem Familienstand auch der Begriff Alleinstehende verwendet. Das Steuerrecht enthält dafür in § 24b Abs. 3 EStG eine eigene Definition.